# Primeira Liga 2020-21
La temporada 2020-21 fue la 87.ª temporada de la Primeira Liga, la liga de fútbol de primer nivel en Portugal. Comenzó el 18 de septiembre de 2020, y finalizó el 19 de mayo de 2021. El torneo fue organizado por la Liga Portuguesa de Fútbol Profesional (LPFP), una división de la Federación Portuguesa de Fútbol (FPF).
Esta fue la segunda temporada de la Primeira Liga que utilizó el VAR. Como sucedió al final de la temporada anterior, la asistencia a los estadios fue limitada o nula, además de la plantilla y el personal de cada equipo.
El campeón de esta edición fue el Sporting de Portugal, quien con  el título obtenido, cortó una racha de 19 años sin consagrarse como el monarca de la Primera división de Portugal.

## Formato
Los 18 clubes participantes jugaron entre sí 2 veces (17 partidos de local, 17 de visitante) totalizando 34 partidos cada uno, al término de la fecha 34, el club que terminó en primer lugar se coronó campeón y clasificó a la fase de grupos de la Liga de Campeones de la UEFA 2021-22, el segundo como subcampeón también obtuvo un cupo directo a la fase de grupos de la Liga de Campeones de la UEFA 2021-22; por otro lado, el tercer lugar se clasificó a la Tercera ronda de la Liga de Campeones de la UEFA 2021-22. El cuarto lugar a la Segunda ronda de clasificación de la Liga de Conferencia Europa y el quinto obtuvo su pase a la Tercera ronda de clasificación de la Liga de Conferencia Europa. Los 2 últimos equipos clasificados descendieron directamente a la LigaPRO 2020-21 y fueron reemplazados por el campeón y el subcampeón de la Liga Pro 2020-21. El 16º clasificado jugó un Play-Off de permanencia contra el tercer clasificado de la Liga Pro 2020-21.
Un tercer cupo para la fase de grupos de la Liga Europa de la UEFA 2021-22 fue asignado al campeón de la Taça de Portugal 2020-21, en caso de que el ganador ya estuviese clasificado a la Liga de Campeones, el cupo recaería sobre el tercer clasificado.

## Equipos de la Temporada

### Datos
| Equipos                                  | Ciudad                 | Estadio                       | Capacidad | Entrenador       | Marca       | Patrocinador      |
| ---------------------------------------- | ---------------------- | ----------------------------- | --------- | ---------------- | ----------- | ----------------- |
| Belenenses                               | Lisboa                 | Estádio Nacional              | 37.593    | Petit            | Lacatoni    | Kia Motors        |
| Benfica                                  | Lisboa                 | Estádio da Luz                | 64.642    | Jorge Jesus      | Adidas      | Emirates          |
| Boavista                                 | Oporto                 | Estadio do Bessa              | 28.263    | Vasco Seabra     | Kelme       | Herramientas Vito |
| Sporting Braga                           | Braga                  | Estádio Municipal de Braga    | 30.286    | Carlos Carvalhal | Hummel      | Betano            |
| Famalicão                                | Vila Nova de Famalicão | Estadio Municipal 22 de Junio | 5.307     | João Pedro Sousa | Macron      | Porminho          |
| Farense                                  | Faro                   | Estadio de São Luís           | 7.000     | Sérgio Vieira    | Adidas      | Mayor Bushman     |
| Gil Vicente                              | Barcelos               | Estádio Cidade de Barcelos    | 12.504    | Rui Almeida      | Lacatoni    | Las Kasas         |
| Marítimo                                 | Funchal                | Estadio dos Barreiros         | 10.932    | Milton Mendes    | Nike        |                   |
| Moreirense                               | Moreira de Cónegos     | Estádio Joaquim de Almeida    | 6.150     | Ricardo Soares   | CDT         |                   |
| Nacional                                 | Funchal                | Estadio de Madeira            | 5.132     | Luís Freire      | Hummel      | Banco Santander   |
| Paços de Ferreira                        | Paços de Ferreira      | Estadio da Mata Real          | 9.076     | Pepa             | Joma        | Aldro Energía     |
| Portimonense                             | Portimão               | Estadio Municipal de Portimão | 5.870     | Paulo Sérgio     | Mizuno      | Ceremony          |
| Porto                                    | Oporto                 | Estádio do Dragão             | 52.000    | Sergio Conceição | New Balance | MEO               |
| Rio Ave                                  | Vila do Conde          | Estádio dos Arcos             | 9.065     | Miguel Cardoso   | Nike        | MEO               |
| Santa Clara                              | Ponta Delgada          | Estadio de São Miguel         | 10.000    | Daniel Ramos     | Kelme       | Banco Santander   |
| Sporting de Portugal\|Sporting de Lisboa | Lisboa                 | Estádio José Alvalade         | 52.000    | Rúben Amorim     | Macron      | NOS               |
| Tondela                                  | Tondela                | Estádio João Cardoso          | 5.000     | Pako Ayestarán   | CDT         | Cabriz            |
| Vitória de Guimarães                     | Guimarães              | Estadio Dom Afonso Henriques  | 30.000    | Bino             | Macron      |                   |

### Ascensos y descensos
| Pos. | Descendidos de 1.ª División |
| ---- | --------------------------- |
| 16.º | Vitória Setúbal             |
| 18.º | Deportivo Aves              |

| Pos. | Ascendidos de 2.ª División |
| ---- | -------------------------- |
| 1.º  | Nacional                   |
| 2.°  | Farense                    |

### Equipos por Distrito
| N.° | Distrito | Equipos                                                                |
| --- | -------- | ---------------------------------------------------------------------- |
| 5   | Braga    | Famalicão, Gil Vicente, Moreirense, Sporting Braga y Vitória Guimarães |
| 4   | Oporto   | Boavista, Paços de Ferreira, Porto y Rio Ave                           |
| 3   | Lisboa   | Belenenses, Benfica y Sporting de Lisboa                               |
| 2   | Faro     | Farense y Portimonense                                                 |
| 2   | Madeira  | Marítimo y Nacional                                                    |
| 1   | Azores   | Santa Clara                                                            |
| 1   | Viseu    | Tondela                                                                |

## Cambios de Entrenadores
| Equipo            | Entrenador (jornadas)                                       |
| ----------------- | ----------------------------------------------------------- |
| Vitória Guimarães | Tiago Mendes (1-3) João Henriques (4-25) Bino (26-)         |
| Rio Ave           | Mário Silva (1-11) Pedro Cunha (11-15) Miguel Cardoso (16-) |

## Clasificación
| Pos. | Equipo                 | Pts. | PJ | G  | E  | P  | GF | GC | Dif. | Clasificación 2021–22                           |
| ---- | ---------------------- | ---- | -- | -- | -- | -- | -- | -- | ---- | ----------------------------------------------- |
| 1    | Sporting de Lisboa (C) | 85   | 34 | 26 | 7  | 1  | 66 | 20 | +46  | Fase de grupos de la Liga de Campeones          |
| 2    | Porto                  | 80   | 34 | 24 | 8  | 2  | 74 | 29 | +45  | Fase de grupos de la Liga de Campeones          |
| 3    | Benfica                | 76   | 34 | 23 | 7  | 4  | 69 | 27 | +42  | Tercera ronda de la Liga de Campeones           |
| 4    | Sporting Braga         | 64   | 34 | 19 | 7  | 8  | 53 | 33 | +20  | Fase de grupos de la Liga Europa                |
| 5    | Paços de Ferreira      | 53   | 34 | 15 | 8  | 11 | 40 | 41 | −1   | Ronda de play-off de la Liga Europa Conferencia |
| 6    | Santa Clara            | 46   | 34 | 13 | 7  | 14 | 45 | 37 | +8   | Segunda ronda de la Liga Europa Conferencia     |
| 7    | Vitória de Guimarães   | 43   | 34 | 12 | 7  | 15 | 37 | 44 | −7   |                                                 |
| 8    | Moreirense             | 43   | 34 | 10 | 13 | 11 | 37 | 43 | −6   |                                                 |
| 9    | Famalicão              | 40   | 34 | 10 | 10 | 14 | 40 | 48 | −8   |                                                 |
| 10   | Belenenses             | 40   | 34 | 9  | 13 | 12 | 26 | 35 | −9   |                                                 |
| 11   | Gil Vicente            | 39   | 34 | 11 | 6  | 17 | 34 | 43 | −9   |                                                 |
| 12   | Tondela                | 36   | 34 | 10 | 6  | 18 | 36 | 57 | −21  |                                                 |
| 13   | Boavista               | 36   | 34 | 8  | 12 | 14 | 39 | 49 | −10  |                                                 |
| 14   | Portimonense           | 35   | 34 | 9  | 8  | 17 | 34 | 41 | −7   |                                                 |
| 15   | Marítimo               | 35   | 34 | 10 | 5  | 19 | 27 | 47 | −20  |                                                 |
| 16   | Rio Ave (D)            | 34   | 34 | 7  | 13 | 14 | 25 | 40 | −15  | Play-offs de promoción de categoría             |
| 17   | Farense (D)            | 31   | 34 | 7  | 10 | 17 | 31 | 48 | −17  | Descenso de categoría                           |
| 18   | Nacional (D)           | 25   | 34 | 6  | 7  | 21 | 30 | 59 | −29  | Descenso de categoría                           |

Actualizado a los partidos jugados el 19 de mayo de 2021.
 Fuente: Primeira Liga
Criterios de clasificación: 1) Puntos; 2) Puntos entre sí; 3) Diferencia de goles en los partidos entre sí; 4) Goles de visitante en los partidos entre sí; 5) Diferencia de goles; 6) Mayor número de victorias; 7) Goles marcados; 8) Play-off.

## Evolución de la clasificación
| Jornada / Equipo   | 1  | 2  | 3  | 4  | 5  | 6  | 7  | 8  | 9  | 10 | 11 | 12 | 13 | 14 | 15 | 16 | 17 | 18 | 19 | 20 | 21 | 22 | 23 | 24 | 25 | 26 | 27 | 28 | 29 | 30 | 31 | 32 | 33 | 34 |
| Jornada / Equipo   |    |    |    |    |    |    |    |    |    |    |    |    |    |    |    |    |    |    |    |    |    |    |    |    |    |    |    |    |    |    |    |    |    |    |
| ------------------ | -- | -- | -- | -- | -- | -- | -- | -- | -- | -- | -- | -- | -- | -- | -- | -- | -- | -- | -- | -- | -- | -- | -- | -- | -- | -- | -- | -- | -- | -- | -- | -- | -- | -- |
| Sporting de Lisboa | 13 | 5  | 4  | 3  | 3  | 1  | 1  | 1  | 1  | 1  | 1  | 1  | 1  | 1  | 1  | 1  | 1  | 1  | 1  | 1  | 1  | 1  | 1  | 1  | 1  | 1  | 1  | 1  | 1  | 1  | 1  | 1  | 1  | 1  |
| Porto              | 2  | 1  | 3  | 2  | 2  | 4  | 4  | 4  | 3  | 3  | 3  | 2  | 2  | 2  | 2  | 2  | 2  | 2  | 2  | 2  | 3  | 3  | 2  | 2  | 2  | 2  | 2  | 2  | 2  | 2  | 2  | 2  | 2  | 2  |
| Benfica            | 1  | 2  | 1  | 1  | 1  | 2  | 3  | 3  | 2  | 2  | 2  | 3  | 3  | 3  | 3  | 4  | 4  | 4  | 4  | 4  | 4  | 4  | 4  | 3  | 3  | 3  | 3  | 3  | 3  | 3  | 3  | 3  | 3  | 3  |
| Braga              | 15 | 17 | 12 | 6  | 4  | 3  | 2  | 2  | 4  | 4  | 4  | 4  | 4  | 4  | 4  | 3  | 3  | 3  | 3  | 3  | 2  | 2  | 3  | 4  | 4  | 4  | 4  | 4  | 4  | 4  | 4  | 4  | 4  | 4  |
| Paços de Ferreira  | 8  | 15 | 15 | 13 | 13 | 8  | 10 | 6  | 6  | 6  | 6  | 6  | 5  | 5  | 5  | 5  | 5  | 5  | 5  | 5  | 5  | 5  | 5  | 5  | 5  | 5  | 5  | 5  | 5  | 5  | 5  | 5  | 5  | 5  |
| Santa Clara        | 4  | 3  | 2  | 4  | 6  | 5  | 8  | 8  | 7  | 7  | 10 | 7  | 7  | 9  | 8  | 7  | 7  | 7  | 8  | 8  | 7  | 8  | 7  | 7  | 7  | 7  | 7  | 7  | 8  | 7  | 8  | 8  | 7  | 6  |
| Vitória Guimarães  | 14 | 14 | 10 | 5  | 7  | 6  | 6  | 5  | 5  | 5  | 5  | 5  | 6  | 6  | 6  | 6  | 6  | 6  | 6  | 6  | 6  | 6  | 6  | 6  | 6  | 6  | 6  | 6  | 6  | 6  | 6  | 6  | 6  | 7  |
| Moreirense         | 3  | 8  | 8  | 10 | 5  | 9  | 11 | 12 | 13 | 11 | 9  | 11 | 9  | 7  | 7  | 8  | 8  | 8  | 7  | 7  | 8  | 7  | 8  | 8  | 8  | 8  | 8  | 8  | 7  | 8  | 7  | 7  | 10 | 8  |
| Famalicão          | 18 | 10 | 11 | 12 | 11 | 12 | 9  | 10 | 11 | 8  | 12 | 15 | 18 | 13 | 15 | 15 | 17 | 17 | 18 | 16 | 16 | 17 | 17 | 14 | 14 | 13 | 15 | 13 | 12 | 14 | 13 | 10 | 8  | 9  |
| Belenenses         | 5  | 7  | 9  | 11 | 14 | 14 | 13 | 13 | 8  | 10 | 14 | 12 | 14 | 17 | 11 | 14 | 13 | 14 | 13 | 10 | 10 | 12 | 10 | 10 | 13 | 14 | 12 | 11 | 10 | 11 | 9  | 9  | 9  | 10 |
| Gil Vicente        | 12 | 6  | 7  | 8  | 12 | 15 | 17 | 11 | 12 | 14 | 11 | 10 | 12 | 15 | 16 | 17 | 12 | 13 | 16 | 14 | 14 | 16 | 13 | 12 | 10 | 10 | 11 | 12 | 13 | 13 | 11 | 12 | 11 | 11 |
| Tondela            | 11 | 12 | 17 | 16 | 15 | 16 | 12 | 14 | 16 | 16 | 17 | 13 | 15 | 11 | 12 | 9  | 10 | 11 | 11 | 12 | 9  | 10 | 11 | 11 | 9  | 11 | 10 | 9  | 9  | 9  | 10 | 11 | 12 | 12 |
| Boavista           | 6  | 16 | 14 | 17 | 17 | 13 | 15 | 17 | 15 | 15 | 16 | 17 | 17 | 18 | 18 | 16 | 16 | 16 | 17 | 17 | 18 | 14 | 16 | 17 | 15 | 15 | 14 | 15 | 16 | 16 | 16 | 16 | 15 | 13 |
| Portimonense       | 9  | 13 | 16 | 14 | 16 | 17 | 18 | 16 | 17 | 18 | 18 | 14 | 16 | 12 | 13 | 13 | 15 | 15 | 12 | 13 | 13 | 11 | 12 | 13 | 12 | 9  | 9  | 10 | 11 | 10 | 12 | 13 | 14 | 14 |
| Marítimo           | 17 | 9  | 5  | 7  | 9  | 11 | 14 | 15 | 18 | 12 | 7  | 8  | 8  | 8  | 9  | 10 | 11 | 12 | 14 | 18 | 17 | 18 | 15 | 18 | 17 | 16 | 16 | 16 | 14 | 12 | 14 | 14 | 13 | 15 |
| Rio Ave            | 10 | 11 | 13 | 15 | 10 | 7  | 5  | 9  | 9  | 9  | 13 | 16 | 10 | 10 | 10 | 12 | 14 | 10 | 9  | 9  | 11 | 9  | 9  | 9  | 11 | 12 | 13 | 14 | 15 | 15 | 15 | 15 | 16 | 16 |
| Farense            | 16 | 18 | 18 | 18 | 18 | 18 | 16 | 18 | 14 | 17 | 15 | 18 | 13 | 16 | 17 | 18 | 18 | 18 | 15 | 15 | 15 | 15 | 18 | 15 | 16 | 17 | 17 | 17 | 17 | 17 | 17 | 17 | 17 | 17 |
| Nacional           | 7  | 4  | 6  | 9  | 8  | 10 | 7  | 7  | 10 | 13 | 8  | 9  | 11 | 14 | 14 | 11 | 9  | 9  | 10 | 11 | 12 | 13 | 14 | 16 | 18 | 18 | 18 | 18 | 18 | 18 | 18 | 18 | 18 | 18 |

## Tabla de resultados cruzados
{{#invoke:football results|main
| fuente= Liga Portugal
| estilo_partidos= FBR
| actualizado = 19 de mayo de 2021
| nota_a= si
|equipo1=BEL |equipo2=BEN |equipo3=BOA |equipo4=BRA |equipo5=FAM |equipo6=FAR |equipo7=GVI |equipo8=MAR |equipo9=MOR |equipo10=NAC |equipo11=PAÇ |equipo12=PRT |equipo13=POR |equipo14=RAV |equipo15=STC |equipo16=SCP |equipo17=TON |equipo18=VGU 
|nombre_BEL=Belenenses
|nombre_BEN=Benfica
|nombre_BRA=Braga
|nombre_BOA=Boavista
|nombre_FAM=Famalicão
|nombre_FAR=Farense
|nombre_GVI=Gil Vicente
|nombre_MAR=Marítimo
|nombre_MOR=Moreirense
|nombre_NAC=Nacional
|nombre_PAÇ=Paços de Ferreira
|nombre_PRT=Portimonense
|nombre_POR=Porto
|nombre_RAV=Rio Ave
|nombre_STC=Santa Clara
|nombre_SCP=[[Sporting Clube de Portugal|Sporting] de Lisboa]
|nombre_TON=Tondela
|nombre_VGU=Vitória Guimarães
|partido_BEL_BEN=0-3
|partido_BEL_BOA=0-2
|partido_BEL_BRA=2-1
|partido_BEL_FAM=1-2
|partido_BEL_FAR=1-1
|partido_BEL_GVI=2-1
|partido_BEL_MAR=2-0
|partido_BEL_MOR=0-0
|partido_BEL_NAC=2-1
|partido_BEL_PAÇ=0-2
|partido_BEL_POR=0-0
|partido_BEL_PRT=1-0
|partido_BEL_RAV=0-0
|partido_BEL_STC=0-2
|partido_BEL_SCP=1-2
|partido_BEL_TON=2-0
|partido_BEL_VGU=1-1
|partido_BEN_BEL=2-0
|partido_BEN_BOA=2-0
|partido_BEN_BRA=2-3
|partido_BEN_FAM=2-0
|partido_BEN_FAR=3-2
|partido_BEN_GVI=1-2
|partido_BEN_MAR=1-0
|partido_BEN_MOR=2-0
|partido_BEN_NAC=1-1
|partido_BEN_PAÇ=2-1
|partido_BEN_PRT=2-1
|partido_BEN_POR=1-1
|partido_BEN_RAV=2-0
|partido_BEN_STC=2-1
|partido_BEN_SCP=4-3
|partido_BEN_TON=2-0
|partido_BEN_VGU=0-0
|partido_BOA_BEL=0-0
|partido_BOA_BEN=3-0
|partido_BOA_BRA=1-4
|partido_BOA_FAR=0-1
|partido_BOA_FAM=3-0
|partido_BOA_GVI=1-2
|partido_BOA_MAR=0-1
|partido_BOA_MOR=1-0
|partido_BOA_NAC=0-1
|partido_BOA_PAÇ=2-0
|partido_BOA_PRT=1-0
|partido_BOA_POR=0-5
|partido_BOA_RAV=3-3
|partido_BOA_SCP=0-2
|partido_BOA_STC=1-1
|partido_BOA_TON=1-1
|partido_BOA_VGU=0-1
|partido_BRA_BEL=1-1
|partido_BRA_BEN=0-2
|partido_BRA_BOA=2-1
|partido_BRA_FAR=1-0
|partido_BRA_FAM=1-0
|partido_BRA_GVI=1-0
|partido_BRA_MAR=2-1
|partido_BRA_PAÇ=1-1
|partido_BRA_PRT=2-1
|partido_BRA_POR=2-2
|partido_BRA_RAV=3-0
|partido_BRA_MOR=2-1
|partido_BRA_NAC=2-1
|partido_BRA_SCP=0-1
|partido_BRA_STC=0-1
|partido_BRA_TON=4-2
|partido_BRA_VGU=3-0
|partido_FAM_BEL=0-0
|partido_FAM_BEN=1-5
|partido_FAM_BOA=2-2
|partido_FAM_BRA=2-2
|partido_FAM_FAR=0-0
|partido_FAM_GVI=0-1
|partido_FAM_MAR=2-1
|partido_FAM_MOR=0-2
|partido_FAM_NAC=3-0
|partido_FAM_PAÇ=2-0
|partido_FAM_PRT=0-1
|partido_FAM_POR=1-4
|partido_FAM_RAV=1-1
|partido_FAM_STC=1-0
|partido_FAM_SCP=2-2
|partido_FAM_TON=2-2
|partido_FAM_VGU=0-1
|partido_FAR_BEL=0-1
|partido_FAR_BEN=0-0
|partido_FAR_BRA=1-2
|partido_FAR_BOA=3-1
|partido_FAR_FAM=3-3
|partido_FAR_GVI=3-1
|partido_FAR_MAR=2-1
|partido_FAR_MOR=1-2
|partido_FAR_NAC=0-1
|partido_FAR_PAÇ=1-1
|partido_FAR_PRT=1-1
|partido_FAR_RAV=0-1
|partido_FAR_STC=1-1
|partido_FAR_SCP=0-1
|partido_FAR_POR=0-1
|partido_FAR_TON=1-0
|partido_FAR_VGU=2-2
|partido_GVI_BOA=1-2
|partido_GVI_BRA=1-1
|partido_GVI_BEL=0-0
|partido_GVI_BEN=0-2
|partido_GVI_FAM=0-3
|partido_GVI_FAR=0-0
|partido_GVI_MAR=0-1
|partido_GVI_MOR=1-2
|partido_GVI_NAC=2-0
|partido_GVI_RAV=2-0
|partido_GVI_PAÇ=1-2
|partido_GVI_PRT=1-0
|partido_GVI_POR=0-2
|partido_GVI_SCP=1-2
|partido_GVI_STC=2-1
|partido_GVI_TON=1-1
|partido_GVI_VGU=1-2
|partido_MAR_BEL=1-0
|partido_MAR_BEN=1-2
|partido_MAR_BOA=0-0
|partido_MAR_BRA=1-0
|partido_MAR_FAM=0-4
|partido_MAR_FAR=1-0
|partido_MAR_GVI=0-1
|partido_MAR_MOR=0-2
|partido_MAR_NAC=0-0
|partido_MAR_PAÇ=0-3
|partido_MAR_PRT=1-2
|partido_MAR_POR=1-2
|partido_MAR_RAV=1-0
|partido_MAR_STC=1-2
|partido_MAR_SCP=0-2
|partido_MAR_TON=2-1
|partido_MAR_VGU=0-0
|partido_MOR_BEL=2-2
|partido_MOR_BOA=1-1
|partido_MOR_BEN=1-1
|partido_MOR_BRA=0-4
|partido_MOR_FAM=3-0
|partido_MOR_FAR=2-0
|partido_MOR_GVI=1-1
|partido_MOR_MAR=2-1
|partido_MOR_NAC=2-2
|partido_MOR_PAÇ=0-1
|partido_MOR_PRT=2-2
|partido_MOR_POR=1-1
|partido_MOR_RAV=1-1
|partido_MOR_STC=1-0
|partido_MOR_SCP=1-1
|partido_MOR_TON=2-3
|partido_MOR_VGU=2-2
|partido_NAC_BEL=0-0
|partido_NAC_BEN=1-3
|partido_NAC_BOA=3-3
|partido_NAC_BRA=1-2
|partido_NAC_FAM=2-1
|partido_NAC_FAR=2-3
|partido_NAC_GVI=2-1
|partido_NAC_MAR=1-2
|partido_NAC_MOR=0-1
|partido_NAC_PAÇ=1-1
|partido_NAC_PRT=1-5
|partido_NAC_POR=0-1
|partido_NAC_RAV=1-2
|partido_NAC_SCP=0-2
|partido_NAC_STC=1-3
|partido_NAC_TON=2-0
|partido_NAC_VGU=1-0
|partido_PAÇ_BEL=1-0
|partido_PAÇ_BEN=0-5
|partido_PAÇ_BOA=1-1
|partido_PAÇ_BRA=2-0
|partido_PAÇ_FAM=2-0
|partido_PAÇ_FAR=0-2
|partido_PAÇ_GVI=0-2
|partido_PAÇ_MAR=1-1
|partido_PAÇ_MOR=3-0
|partido_PAÇ_NAC=2-1
|partido_PAÇ_PRT=0-0
|partido_PAÇ_POR=3-2
|partido_PAÇ_RAV=2-0
|partido_PAÇ_STC=2-1
|partido_PAÇ_SCP=0-2
|partido_PAÇ_TON=2-0
|partido_PAÇ_VGU=2-1
|partido_PRT_BRA=0-0
|partido_PRT_BEL=1-0
|partido_PRT_BEN=1-5
|partido_PRT_BOA=1-2
|partido_PRT_FAM=0-0
|partido_PRT_FAR=2-0
|partido_PRT_GVI=4-1
|partido_PRT_MAR=0-0
|partido_PRT_MOR=1-2
|partido_PRT_NAC=1-0
|partido_PRT_RAV=0-0
|partido_PRT_PAÇ=1-1
|partido_PRT_POR=1-2
|partido_PRT_SCP=0-2
|partido_PRT_STC=1-2
|partido_PRT_TON=3-0
|partido_PRT_VGU=3-0
|partido_POR_BEL=4-0
|partido_POR_BEN=1-1
|partido_POR_BOA=2-2
|partido_POR_BRA=3-1
|partido_POR_FAM=3-2
|partido_POR_FAR=5-1
|partido_POR_GVI=1-0
|partido_POR_MAR=2-3
|partido_POR_MOR=3-0
|partido_POR_NAC=2-0
|partido_POR_PAÇ=2-0
|partido_POR_PRT=3-1
|partido_POR_RAV=2-0
|partido_POR_SCP=0-0
|partido_POR_STC=2-1
|partido_POR_TON=4-3
|partido_POR_VGU=1-0
|partido_RAV_BEL=0-0
|partido_RAV_BEN=0-3
|partido_RAV_BRA=0-0
|partido_RAV_BOA=0-0
|partido_RAV_FAM=0-1
|partido_RAV_FAR=2-0
|partido_RAV_GVI=0-2
|partido_RAV_MAR=1-3
|partido_RAV_MOR=2-0
|partido_RAV_NAC=0-0
|partido_RAV_PAÇ=1-1
|partido_RAV_PRT=3-0
|partido_RAV_POR=0-3
|partido_RAV_STC=1-2
|partido_RAV_SCP=0-2
|partido_RAV_TON=2-1
|partido_RAV_VGU=0-0
|partido_STC_BOA=3-3
|partido_STC_BEL=2-0
|partido_STC_BEN=1-1
|partido_STC_BRA=0-1
|partido_STC_FAM=1-2
|partido_STC_FAR=4-0
|partido_STC_GVI=0-0
|partido_STC_MAR=2-0
|partido_STC_MOR=0-0
|partido_STC_NAC=5-1
|partido_STC_RAV=1-0
|partido_STC_PAÇ=3-0
|partido_STC_PRT=2-0
|partido_STC_POR=0-1
|partido_STC_SCP=1-2
|partido_STC_TON=1-1
|partido_STC_VGU=0-4
|partido_SCP_BEL=2-2
|partido_SCP_BEN=1-0
|partido_SCP_BOA=1-0
|partido_SCP_BRA=2-0
|partido_SCP_FAM=1-1
|partido_SCP_FAR=1-0
|partido_SCP_GVI=3-1
|partido_SCP_MAR=5-1
|partido_SCP_MOR=2-1
|partido_SCP_NAC=2-0
|partido_SCP_PAÇ=2-0
|partido_SCP_PRT=2-0
|partido_SCP_POR=2-2
|partido_SCP_RAV=1-1
|partido_SCP_STC=2-1
|partido_SCP_TON=4-0
|partido_SCP_VGU=1-0
|partido_TON_BEL=1-3
|partido_TON_BEN=0-2
|partido_TON_BOA=3-1
|partido_TON_BRA=0-4
|partido_TON_FAM=2-0
|partido_TON_FAR=2-0
|partido_TON_GVI=1-0
|partido_TON_MAR=2-1
|partido_TON_MOR=0-0
|partido_TON_NAC=2-1
|partido_TON_PAÇ=2-3
|partido_TON_PRT=1-0
|partido_TON_POR=0-2
|partido_TON_RAV=1-1
|partido_TON_STC=2-0
|partido_TON_SCP=0-1
|partido_TON_VGU=0-2
|partido_VGU_BEL=0-1
|partido_VGU_BEN=1-3
|partido_VGU_BOA=2-1
|partido_VGU_BRA=0-1
|partido_VGU_FAM=1-2
|partido_VGU_FAR=2-2
|partido_VGU_GVI=2-4
|partido_VGU_MAR=1-0
|partido_VGU_MOR=2-0
|partido_VGU_NAC=3-1
|partido_VGU_PAÇ=1-0
|partido_VGU_PRT=1-0
|partido_VGU_POR=2-3
|partido_VGU_RAV=1-3
|partido_VGU_STC=1-0
|partido_VGU_SCP=0-4
|partido_VGU_TON=1-2
}}

## Estadísticas

### Goleadores
Actualizado al 20 de mayo de 2021.
| Pos. | Jugador                      | Club                 | Goles |
| ---- | ---------------------------- | -------------------- | ----- |
| 1    | Pedro Gonçalves              | Sporting de Portugal | 23    |
| 2    | Haris Seferović              | Benfica              | 22    |
| 3    | Mehdi Taremi                 | Porto                | 16    |
| 4    | Mario González Gutiérrez     | Tondela              | 15    |
| 5    | Carlos Carvalho              | Santa Clara          | 14    |
| 6    | Sérgio Oliveira              | Porto                | 13    |
| 7    | Beto                         | Portimonense         | 11    |
| 8    | Mateo Cassierra              | Belenenses SAD       | 10    |
| 9    | Rodrigo Pinho                | Marítimo             | 9     |
| 9    | Ricardo Horta                | Sporting Braga       | 9     |
| 9    | Diederrick Joel Tagueu Tadjo | Marítimo             | 9     |
| 9    | Ryan Gauld                   | Farense              | 9     |